# Vladislav Chodasevič
Vladislav Felicianovič Chodasevič (in russo Владислав Фелицианович Ходасевич?; Mosca, 16 maggio 1886 – Parigi, 14 giugno 1939) è stato un poeta e critico letterario russo.

## Biografia

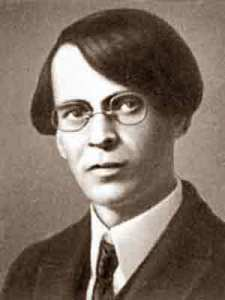
Vladislav Chodasevič nel 1910

Chodasevič nacque a Mosca in una famiglia composta dal padre polacco e dalla madre nobile di origine ebraica.
Interruppe i suoi studi universitari, svolti a Mosca, dopo aver compreso che la sua vera passione era la poesia.
Il suo esordio letterario avvenne grazie alle pubblicazioni dei suoi lavori su riviste simboliste. Nel 1907 apparve la sua prima collezione di liriche, intitolata Molodost' ("Giovinezza").
Assieme alla moglie, la letterata Nina Berberova (1901-1993), abbandonò la Russia nel 1922 per trasferirsi nella villa di Sorrento dell'amico Maksim Gor'kij.
Nello stesso anno compose l'antologia lirica metafisica Tjažëlaja Lira ("La Lira pesante").
Negli anni seguenti soggiornò a Berlino e Parigi (1925), prima che i rapporti con Gor'kij si raffreddassero. Nel frattempo continuò a scrivere poesie ed a collaborare con numerose riviste e giornali nel ruolo di critico letterario.
Assieme a Mark Aleksandrovič Aldanov e Alexander Kerensky fondò il periodico berlinese Dni ("I giorni"), nel quale approfondì gli sviluppi della letteratura sovietica contemporanea. Inoltre si impegnò in una lunga controversia letteraria svolta con alcuni russi emigrati a Parigi, tra i quali Georgij Viktorovič Adamovič e Georgij Vladimirovič Ivanov.
Nel ruolo di influente critico, incoraggiò vari nuovi talenti, come ad esempio Vladimir Nabokov. Fino agli ultimi giorni di vita scrisse nella rivista Vozroždenie ("La rinascita"). Tutti i suoi più importanti articoli vennero raccolti nel volume Nekropol' ("Necropoli") (1939), così come tutte le sue principali liriche nel volume Sobranie stichov ("Raccolta di versi") nel 1961.
Nel 1927 pubblicò una delle sue ultime raccolte di poesie, intitolata Evropejskaja noč ("Notte europea") (1927), nella quale emerse qualche tinta pessimistica. Se agli inizi di carriera il poeta si accostò al simbolismo, l'approfondimento degli studi sulle opere di Puškin e di Gavriil Romanovič Deržavin lo spinse verso un gusto definibile, in qualche modo, classico.